# David Bingham
David Bingham (nacido el 19 de octubre de 1989 en Castro Valley, California, Estados Unidos) es un futbolista estadounidense. Juega en la posición de portero y actualmente milita en el Charlotte FC de la MLS de Estados Unidos.

## Trayectoria
Estudió en la Universidad de California, Berkeley. Antes de jugar al Fútbol, jugó al Fútbol americano en el Equipo California Golden Bears. Más tarde, empezó a jugar al Fútbol en el San Jose Earthquakes. El día de su debut, marcó un gol desde su portería.

## Selección
- Ha sido internacional con la Selección de Estados Unidos en 3 ocasiones.

## Palmarés

### Campeonatos nacionales
| Título                 | Club                 | País           | Año  |
| ---------------------- | -------------------- | -------------- | ---- |
| MLS Supporters' Shield | San Jose Earthquakes | Estados Unidos | 2012 |